# Mathieu Orfila
Mathieu Joseph Bonaventure Orfila (katalánul Mateu Josep Bonaventura Orfila i Rotger) (Mahón, 1787. április 24. – Párizs, 1853. március 12.) menorcai születésű francia vegyész, a modern toxikológia megalapítója.

## Ifjúsága
Mateu Orfila 1787-ben született a menorcai Mahón (katalánul Maó) városában, Antoni Orfila és Susanna Rotger gyermekeként. Apja tengerésztisztnek szánta, magántanáraitól matematikát, természettudományokat, történelmet tanult. 1804-ben mégis orvostudományt kezdett el tanulni a Valenciai Egyetemen. 1805-ben elnyerte egy vegyészeti díjat és utána Barcelonában, a Királyi Orvosi Kollégiumban tanult tovább. 1807-ben elnyert egy ösztöndíjat a Párizsi Egyetemre. A francia fővárosban a híres francia kémikusok, Louis Jacques Thénard és Louis Nicolas Vauquelin vették pártfogásukba. Utóbbi a börtönből is kihozta, amikor Orfilát – miután Napóleon megszállta Spanyolországot és bátyját, Joseph Bonapartét a spanyol trónra ültette – mint gyanús spanyol elemet letartóztatták.

## Pályafutása
1811-ben doktori címet szerzett a Sorbonne-on és magánórák adásából élt meg, miközben első nagy művén dolgozott. 1814-ben jelent meg a Traité des poisons tirés des règnes minéral, végétal et animal; ou, Toxicologie générale (Értekezés az ásványi, növényi és állati eredetű mérgekről; avagy általános toxikológia) című könyve, amellyel megalapozta a toxikológia tudományát, és amely révén 1815-ben a Tudományos Akadémia levelező tagjává válhatott (próbálkozásai ellenére soha nem lett tényleges tag). Könyvét néhány éven belül kiadták angol és német nyelven is.
1815-ben feleségül vette Anne Gabrielle Lesueur-t. 1817-ben Thénard-t váltva a kémia tanára lett a párizsi L’Athénée-ben (az 1829-ben alapított École centrale Paris elődjében), 1818-ban megkapta a francia állampolgárságot, 1819-ben pedig a Sorbonne törvényszéki orvostani professzorává nevezték ki. 1823-ban Vauquelint követve az orvosi vegyészet professzora lett az egyetemen és kiadta a törvényszéki orvostanról írt jelentős művét, a Leçons de médecine légale-t. 1831-ben ő lett az orvosi tanszék dékánja. Jelentős változásokat hozott az orvostudomány oktatásában, új bonctermet építtetett, segédkezett kórházak, múzeumok és botanikus kertek létrehozásában. 1834-ben Becsületrenddel tüntették ki és beválasztották a párizsi városi tanácsba.

## Törvényszéki orvostani esetei
Adaptálta a brit James Marsh módszerét, amellyel igen kis mennyiségű arzént is ki lehetett mutatni és képes volt kimutatni az arzént az emberi szövetekben is. 1838-ban egy Nicolas Mercier nevű ember halála után fiát gyanúsították megmérgezésével. Orfila a saját módszerével arzént mutatott ki Mercier májában, de eljárását a bíróság más szakértői, az olasz Francesco Rognetta és François-Vincent Raspail kétségbe vonták.
Egy másik esetben, 1840-ben Marie Lafarge-ot vádolták férje megmérgezésével. A szakértői vizsgálatok nem találtak arzént a holttestben, de a bíróság Orfilát is meghívta, exhumálták a férj testét, amelyben Orfila arzén nyomaira bukkant. A per megosztotta a francia közvéleményt, sokan meg voltak győződve a nő ártatlanságáról és hogy az arzén a temetés után a sír földjéből került a holttestbe. Ennek lehetőségét Orfila tagadta és Marie Lafarge-ot élethosszig tartó kényszermunkára ítélték. A viták miatt Orfila később nem vállalt szakértői tevékenységet a bíróságokon.

## Utolsó évei
Orfila a Sorbonne dékánja maradt egészen 1848-ig, amikor a forradalom után – mint a régi rezsim emberét – leváltották. Bár 1850-ben megválasztották az Orvosi Akadémia elnökévé, politikai meghurcoltatásai aláásták egészségét, és 1853. március 12-én meghalt.